# شهرستان کازانسکی
شهرستان کازانسکی (به لاتین: Kazansky District) یک شهرستان در روسیه است که در استان تیومن واقع شده‌است.